# Jesper Svensson (cầu thủ bóng đá)
Jesper Svensson (sinh ngày 6 tháng 3 năm 1990) là một cầu thủ bóng đá người Thụy Điển thi đấu cho Jönköpings Södra.